# バニスタ!
「バニスタ!」は、T-ARAの日本での6枚目のシングル。2013年3月20日にEMIミュージック・ジャパンから発売された。

## 概要
前作「Sexy Love」から約4ヶ月ぶりのシングル。初の日本オリジナルシングルである。
今作はCD＋DVDの初回盤が3形態とCDのみの通常盤が7形態の計10形態で発売。
初回盤にはユニット曲を、通常盤にはメンバーソロ曲を表題曲以外に収録。

## 収録曲

### CD
初回限定盤A
1. バニスタ!
作詞：MEG.ME、井上トモノリ、作曲：MEG.ME、編曲：Ayumi Miyazaki
2. Sign - ソヨン、アルム
作詞：MEG.ME、作曲：小西裕子、編曲：生田真心

初回限定盤B
1. バニスタ!
2. シャボン玉のゆくえ - ボラム、キュリ
作詞・作曲：山内光、編曲：大沢圭一

初回限定盤C
1. バニスタ!
2. Dangerous Love - ジヨン、ウンジョン、ヒョミン
作詞・作曲・編曲：MEG.ME

通常盤D
1. バニスタ!
2. 愛の詩 - ソヨン
作詞：小野宮市乃、作曲：斎藤悠弥、編曲：田原伸浩

通常盤E
1. バニスタ!
2. Two As One - ウンジョン
作詞：溝口貴紀、作曲・編曲：Aquarius 24

通常盤F
1. バニスタ!
2. Maybe Maybe - ボラム
作詞・作曲：フジノタカフミ、編曲：生田真心

通常盤G
1. バニスタ!
2. My Sea - ジヨン
作詞：Noda Akiko、作曲：Justin Moretz、Kotaro Egami、編曲：Tak Miyazawa

通常盤H
1. バニスタ!
2. Do We Do We - キュリ
作詞・作曲・編曲：MEG.ME

通常盤I
1. バニスタ!
2. Love Suggestion - ヒョミン
作詞：MEG.ME、作曲：Alex Geringas、Dimitri Ehrlich、Jan Christoph Scheibe、Katrina Noorbergen、編曲：Alex Geringas、Katrina Noorbergen

通常盤J
1. バニスタ!
2. Happy Rain - アルム
作詞：きよのたかこ、作曲：田辺恵二、編曲：REO

### DVD
- 初回盤A、B、C共通

1. バニスタ! Music Video
2. バニスタ! Music Video Making